# Haploperla lepnevae
Haploperla lepnevae är en bäcksländeart som beskrevs av Zhiltzova och Peter Zwick 1971. Haploperla lepnevae ingår i släktet Haploperla och familjen blekbäcksländor. Inga underarter finns listade i Catalogue of Life.